# باشگاه فوتبال هوادار
باشگاه فوتبال هوادار یک باشگاه فوتبال ایرانی در شهر تهران است که در سال ۱۳۹۷ بنیان‌گذاری شده است. این باشگاه هم‌اکنون در لیگ آزادگان حضور دارد.
این تیم با خرید امتیاز تیم استقلال جنوب تهران در فصل ۹۸–۱۳۹۷ با سرمربی‌گری فرهاد کاظمی وارد لیگ آزادگان شد. نام این تیم ابتدا «پرسپولیس پاکدشت» بود که در مرداد ۱۳۹۷ به «سرخ‌پوشان پاکدشت» تغییر یافت. سپس در اردیبهشت ۱۳۹۹ نام این تیم به هوادار  تغییر یافت. این تیم در لیگ آزادگان فصل ۱۴۰۰–۱۳۹۹ با سرمربی‌گری و مالکیت وقت غلامرضا عنایتی پس از فجر سپاسی شیراز که قهرمان مسابقات شده بود، به لیگ برتر صعود کرد.

## پیشینه
باشگاه سرخ‌پوشان پاکدشت در فصل ۹۸–۱۳۹۷ برای نخستین‌بار در لیگ آزادگان حضور یافت؛ این تیم ابتدا با نام پرسپولیس پاکدشت تأسیس و بعد به سرخ‌پوشان پاکدشت تغییر نام داد.
درحالی‌که قرار بود که باشگاه سرخ‌پوشان پاکدشت امتیاز لیگ دسته‌دومی باشگاه فوتبال قشقایی شیراز را خریداری کند، اما اسماعیل سرهنگیان مالک باشگاه استقلال جنوب تهران از فروش امتیاز لیگ دسته اولی استقلال جنوب تهران به سرخ‌پوشان پاکدشت خبر داد.

## عملکرد
| فصل     | لیگ                | رتبه        | جام حذفی   | توضیحات |
| ------- | ------------------ | ----------- | ---------- | ------- |
| ۹۸–۱۳۹۷ | لیگ آزادگان        | ششم         | ۱/۱۶ نهایی | _       |
| ۹۹–۱۳۹۸ | لیگ آزادگان        | ششم         | مرحله سوم  | _       |
| ۰۰–۱۳۹۹ | لیگ آزادگان        | نایب قهرمان | ۱/۱۶ نهایی | صعود    |
| ۰۱–۱۴۰۰ | لیگ برتر خلیج فارس | یازدهم      | ۱/۱۶ نهایی | –       |
| ۰۲–۱۴۰۱ | لیگ برتر خلیج فارس | دهم         | نیمه نهایی | –       |

## بازیکنان کنونی

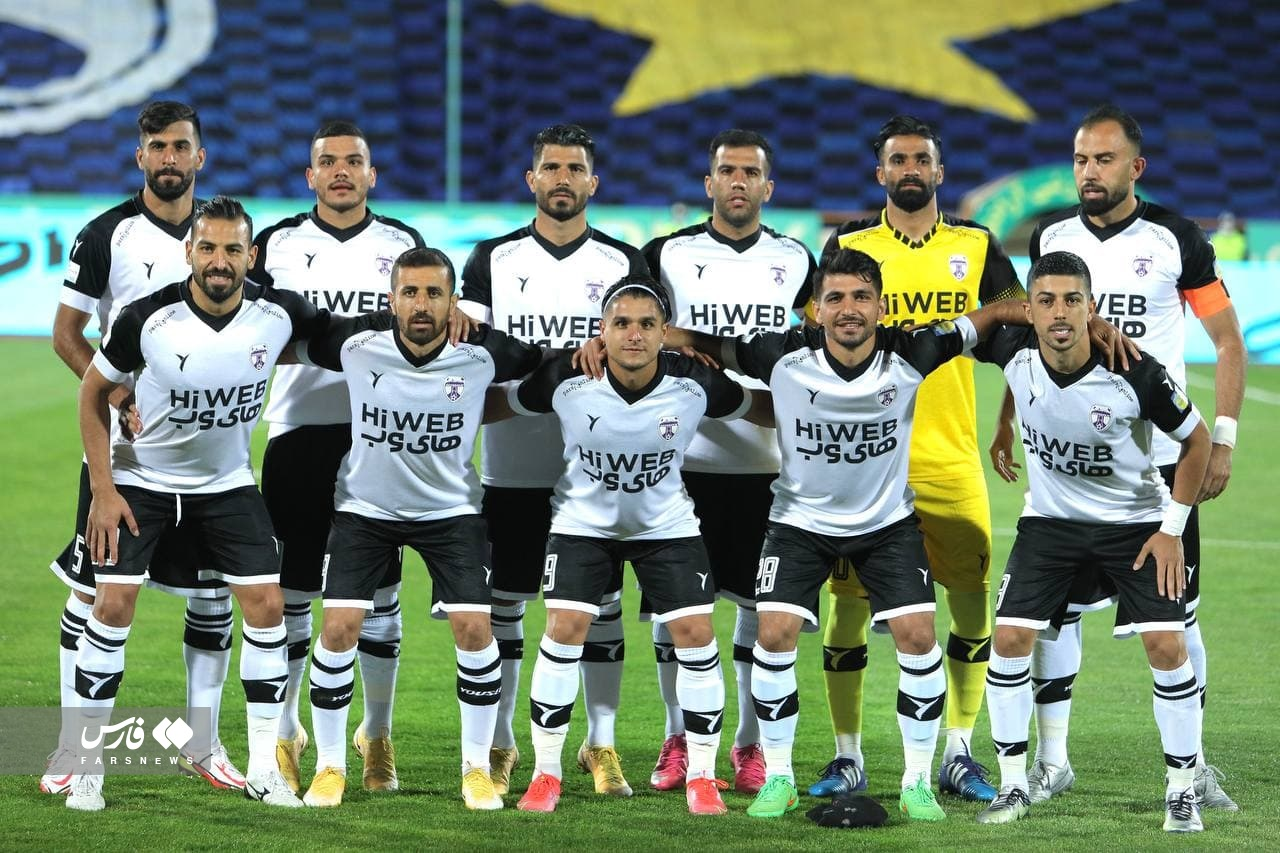
ترکیب هوادار در هفته اول فصل ۰۱–۱۴۰۰

فهرست بازیکنان در فصل ۰۴–۱۴۰۳
| شماره |       | نقش       | بازیکن            |
| ----- | ----- | --------- | ----------------- |
| ۵     | ایران | هافبک     | سعید غلامعلی بیگی |
| ۳۷    | ایران | مدافع     | مرتضی منصوری      |
| ۴۷    | ایران | هافبک     | افشین صادق‌نژاد    |
| ۵۵    | ایران | هافبک     | طاها حسینی        |
| ۱۰    | ایران | مهاجم     | آترین اقبالی      |
| ۸۰    | ایران | هافبک     | ادریس رحمانی      |
| ۹۷    | ایران | دروازه‌بان | رضا جعفری         |
| ۹۸    | ایران | هافبک     | محمد دین‌دار       |
| ۹۹    | ایران | مهاجم     | کریم اسلامی       |
|       | ایران | دروازه‌بان | محمدامین رضایی    |
|       | ایران | مدافع     | ابوالفضل علایی    |
|       | ایران | مدافع     | رضا نبی‌زاده       |
|       | ایران | هافبک     | امیرمحمد ستایش    |
|       | ایران | هافبک     | سلمان بحرانی      |
|       | ایران | هافبک     | حسین رنجبر        |
|       | ایران | مهاجم     | امید نافذ         |

| شماره |       | نقش       | بازیکن            |
| ----- | ----- | --------- | ----------------- |
|       | ایران | هافبک     | حسین حیدری        |
|       | ایران | هافبک     | سجاد تارتار       |
|       | ایران | مهاجم     | رضا زاهدتبار      |
|       | ایران | مهاجم     | مهرداد بایرامی    |
|       | ایران | مدافع     | رامتین سلیمان‌زاده |
|       | ایران | دروازه‌بان | گودرز داوودی      |
|       | ایران | هافبک     | شایان رشکن        |
|       | ایران | هافبک     | پارسا فراهانی     |
|       | ایران | مدافع     | مهدی توسلی‌نژاد    |
|       | ایران | هافبک     | پارسا بقالیان     |
|       | ایران | مدافع     | شایان بیکی        |
|       | ایران | مهاجم     | حسین اباذری       |
|       | ایران | مدافع     | امیرحسین گمار     |
|       | ایران | هافبک     | امیرحسین موسوی    |
|       | ایران | مدافع     | متین علی‌نیا       |

## مربیان

### کادرفنی
| کادر فنی باشگاه هوادار | کادر فنی باشگاه هوادار |
| ---------------------- | ---------------------- |
| رضا ربیعی              | سرمربی                 |
| مهرداد طهماسبی         | مربی                   |
| ارسطو محمدی            | مربی                   |
| مجید ایوبی             | مربی                   |
| پژمان مقدمی            | آنالیزور               |
| فرشاد قدیری            | مربی دروازه‌بان‌ها       |
| سالار امینی            | مربی بدنساز            |

## سرمربیان تاریخ باشگاه
| مربی                   | سال                         |
| فرهاد کاظمی            | تیر ۱۳۹۷ – بهمن ۱۳۹۷        |
| محمود فکری             | بهمن ۱۳۹۷ – اسفند ۱۳۹۷      |
| مهدی پاشازاده          | اسفند ۱۳۹۷ – خرداد ۱۳۹۸     |
| علیرضا نیکبخت          | خرداد ۱۳۹۸ – آذر ۱۳۹۸       |
| امیرحسین فشنگچی (موقت) | آذر ۱۳۹۸ – دی ۱۳۹۸          |
| غلام‌رضا عنایتی         | دی ۱۳۹۸ – ۲ تیر ۱۴۰۱        |
| ساکت الهامی            | ۲ تیر ۱۴۰۱ – ۹ خرداد ۱۴۰۲   |
| محمود فکری             | ۱۶ خرداد ۱۴۰۲ – ۲۹ آذر ۱۴۰۲ |
| مسعود شجاعی            | ۱ دی ۱۴۰۲ – ۳ مرداد ۱۴۰۳    |
| سید مهدی رحمتی         | ۳ مرداد ۱۴۰۳ –۱ دی ۱۴۰۳     |
| امیدرضا روانخواه       | ۴ دی ۱۴۰۳_۲۵اردیبهشت ۱۴۰۳   |

## مدیران
| مدیران باشگاه هوادار | سمت                      |
| علی طهماسبی          | مدیر                     |
| میلاد فاندر          | مدیر روابط عمومی و رسانه |

## افتخارات
لیگ آزادگان
 نایب قهرمان (۱): ۱۴۰۰–۱۳۹۹

## نشان‌واره‌ها

۱۳۹۷ - ۱۳۹۹
۱۳۹۹ - ۱۴۰۲
۱۴۰۲ - اکنون